# 무 (철학)

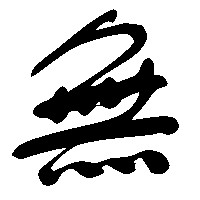
초서로 쓴 無

갑골문자에 나타난 無

무(無, 영어: nothingness)는 일반적으로 아무것도 없는 상태를 가리키며, 이는 철학, 물리학 등에서 여러 가지 의미로 받아들여진다.
어떠한 것이 '있다'고 말을 하기 위해서는 인간의 인식 능력을 통한 판단이 필요하다. 여기의 판단이란 분별인데 분별이란 다른 것과 구분하여 가르는 것이다. 유(有)에 대한 판단을 내리려면 유와 구분하여 가를 수 있는 반대 항이 필요하다. 이것이 없음, 무(無)이다. 무(無)는 이렇게 유(有)를 끌어 들여와야 설명이 가능한, 유와는 상대적인 개념이다. 무와 유는 서로 관련 없이 독자적으로 성립할 수 없다. 무(無), 없음은 두 가지 차원에서 살펴볼 수 있다. 하나는 있음, 존재 그 자체와 관련되어 있는 무로서 살피는 것이고 다른 하나는 현상 속의 실재와 관련하여 살피는 것이다. 존재 그 자체와 관련되어 있는 무란 비존재(非存在)를 뜻한다. 즉, 절대적인 무이다. 이 절대적 무는 모순을 내포하고 있다. (비존재로서의) 무는 무(없음)이다. 이 명제는 결국 유와의 관련성, 상대성을 끊어낸다. 절대적인 무는 절대적으로 없다. 그렇기 때문에 이 현상계에서 어떠한 방법으로든 포착할 수 없다. 그리고 다른 하나의 무는 상대적 의미의 무이다. 이는 우리의 현상 세계에서 포착이 가능한 운동, 상태를 뜻한다. 예를 들면 특정인의 부재를 말할 때, 이때의 없음이 이 무에 해당한다. 없다고 말하기 위해서는 있음을 생각할 수 있어야 한다는 것이다.
이러한 무는 철학에서는 존재에 대한 사유와 관련하고 물리학에서는 진공과 관련한다.

## 무의 철학적 함의

### 동양 철학
동양철학에서의 무는 절대적 없음이 아닌 오히려 전체를 뜻하는 경향이 있다. 경계가 없이 전체인 것, 그렇기 때문에 내부에서는 바깥의 경계를 포착할 수 없는 상태, 무한을 무로 본다.

#### 노자의 무(無)
노자의 우주관에 따르면 이 우주는 도(道)로 가득 차 있다. 노자의 도(道)는 우주의 모든 만물을 산출하는 배후의 힘을 가리킨다. 이 도의 작용에 의해 포착 가능하지 않았던 것이 우리에게 포착될 수 있는 것으로 바뀌게 된다. 전자가 무, 후자가 유이다. 즉, 절대적인 없음에서 만물의 존재가 나오는 인과적 관계가 아니다. 노자는 도의 작용이 있기 전, 파악 가능하지 않은 것을 무라고 하고 파악 가능한 것을 유라고 한다. 노자의 무와 유는 서로 순환한다. 서로가 서로에게 원인이 되고 영향을 주어 의존하는 상관적 관계이다. 무가 유가 되기도 하고 유가 무가 되기도 한다.

#### 불교의 공(空)
불교의 공(空)은 모든 실체가 실상 공하다라는 뜻이다. 이것은 곧 불교의 연기성(緣起性)을 의미한다. 불교에서의 연기란, 실체는 원래 그 실체가 아닌 것들과의 인연에 의해 화합된 것임을 말한다. 이렇게 생성된 존재들은 끊임없이 변화하고 사라진다. 불교의 세계관은 절대적 무에서 유가 생겨나는, 인과적 법칙을 따르지 않는다. 이러한 연기사상에 따라 현상은 인연의 산물로 가유(假有)일 뿐 실상은 공한 것이다. 그러한 가유들은 제8아뢰야식의 전변활동의 결과인 상분과 견분일 따름이다. 모든 것은 무한하고 절대적인 마음의 작용이고, 이것들을 걷어내면 남아있는 것은 공함이다. 이때의 공함은 절대적인 비워짐이 아니다. 이는 일종의 무한이다. 불교의 무아(無我)란 자아는 없다, 즉 나의 경계가 없다는 뜻이다. 모든 것들이 자신의 경계를 무한히 확장하면 모두가 하나가 되며 곧 전체가 된다. 따라서 내가 네가 될 수 있고, 네가 내가 될 수 있으며 결국엔 나와 너의 구분이 사라진다. 경계의 무한한 확장은 이렇게 일심(一心)사상으로 이어진다.

### 서양철학
서양철학에서의 무는 절대적인 무에 가깝다. 신이 무로부터 만물을 창조했다는 것에서 인과적 관계로 무와 유를 파악하고 있다. 무란 신이 창조하지 않은, 신과는 대치하는 개념이 된다.

#### 고대 철학
파르메니데스는‘무는 없다’라는 명제를 내세워 무를 배제시키고 유만으로 존재를 실체화 시켰다. 절대적 무는 존재, 있음, 유와는 무관하다. 아리스토텔레스 사유의 논리학이 지배해온 서양의 형이상학에서는 이러한 무의 개념이 논리적 사유의 범주에 들지 않기에 논의에서 배제해 왔다. 그저 이러한 무를 부정, 부인으로 해석했을 뿐이다

#### 헤겔
헤겔은 순수 유, 순수 존재, 있음뿐인 그 있음 자체의 절대적인 공허를 순수한 무로 보았다. 단지 있다는 것은 그것의 속에 아무것도 없는 공허뿐이라 이는 무와 다를 바가 없다고 한 것이다. 따라서 순수 존재는 순수 무와 동일한 것으로 보게 된다.

#### 하이데거
하이데거는 무는 존재자의 총체를 완전히 부정하는 것이라 말했다. 하이데거의 입장에 따르면 이전의 서양 형이상학에서 무를 범주에서 제외하였기 때문에 무가 부정과 부인의 사유방식으로 남은 것이 아니라, 무에서 그 모든 부정과 부인의 사유방식이 파생되었다고 할 수 있다. 존재하는 것들을 분별하여 인식하는 존재적 인식을 넘어서야 무를 알 수 있다. 하이데거의 무는 존재자로서 자신을 나타내지 않고 대상이 되지도 않는다. 다만, 불안으로 나타난다. 세인(Das Man)으로 살아가는 우리가 본래적 자기로 돌아갈 수 있는 때는 이 무를 대면했을 때이다. 그 무는 죽음을 뜻한다. 아무도 대신 죽어줄 수 없고 죽지 않을 수도 없다. 죽음은 각자에게 고유한 것이기 때문이다. 우리가 일상적으로 느끼는, 그 대상을 알 수 없는 불안은 바로 이 무에서, 죽음에서 온다. 그렇기에 하이데거가 “불안이 무를 계시한다(Die Angst offenbart das Nichts)”라고 말한 것이다.

#### 사르트르
실존주의 철학자 사르트르의 《존재와 무》는 존재에 대한 물음에서 시작한다. 그는 의식으로부터 독립된 사물 존재인 '즉자적 존재'를 위식에 의해 규정된 인간 존재인 '대자적 존재'와 구분한다. 즉자적 존재는 본질 그대로인 것으로 타자와 관계하지 않는다. 그리고 대자적인 존재는 기획과 무화가 가능하다. 사르트르는 "존재를 통해 무가 출현하는데, 그런 존재는 자신의 존재에서 존재의 무가 문제인 존재이다. 존재를 통해 무가 세계에 도달하는데, 그런 존재는 자신의 고유한 무이지 않으면 안 된다." 라고 하였다. 이것은 인간 실존의 규정이며 실존 안에 이미 자신의 부정을 지니고 있다는 뜻이다. 이렇게 실존은 모순적이다. "존재는 존재가 아닌 것이며 그리고 존재인 것이 아닌 것"이다. 이는 인간이 현재를 넘어 미래를 향해 자신을 기획하는 존재라는 점을 표현하고 있다. 인간은 아직 아닌(not-yet)의 존재이다. 따라서 그 존재 구조는 자유로, 무언가를 기획할 수 있다. "자유는 기획에 의한 즉자의 무화無化이다."

## 무(無)의 물리학

### 디랙의 구멍이론에서의 진공개념

#### 역사
영국의 물리학자 폴 디랙은 상대론적 양자역학에서 디랙 방정식을 통해 반물질이 있을 것이라 예언하였다. 이 이론을 디랙의 구멍이론(hole theory)라 한다. 디랙방정식을 풀이하면 전자가 가질 수 있는 가능한 에너지 상태는 양의 에너지뿐만 아니라 음의 에너지 상태 또한 가능하다는 뜻을 가진다. 양의 에너지만 가지고 있을 것이라는 기존의 논의와 비교하여 새로운 이론 이었고 이는 곧 반물질의 예언과도 같은 맥락이다. 그 후 반물질의 존재가 실험적으로 증명되었다.

#### 음의 에너지
높은 에너지 준위에 있는 전자는 낮은 에너지 준위로 떨어질 때 빛으로 에너지를 방출하며 떨어진다. 디랙의 이론에 따르면 음의 에너지상태가 있으므로 전자는 단순히 낮은 상태의 에너지로 떨어지는 것이 아니라 깊은 바닥의 음의 에너지 상태로 떨어진다.

#### 디랙의 바다
음의 에너지 상태에 전자가 가득찬 상태를 디랙의 바다 라고 한다. 이와 같은 상태가 에너지가 가장 낮은 상태이다. 즉, ‘진공상태’이다.

#### 진공상태
아무것도 없는 상태가 아닌, 입자(이를테면 전자)가 온 세상을 가득 채우고 있는 상태이다. 아무런 상호작용도 일어나지 않는 상태가 아닌 입자와 반입자가 가상으로, 지속적으로 생성 및 소멸이 반복되는 역동적인 상태이다. 즉, 진공의 요동상태를 말한다.

#### 구멍이론
디랙의 바다 상태에서 에너지(빛)를 가하면 음의 에너지 상태에 있던 하나의 전자가 양의 에너지를 가진다. 양의 에너지상태의 전자가 우리가 흔히 말하는 전자(물질)이다. 반대로, 음의 에너지 상태에는 전자가 빠져나간 구멍이 생기고 이 구멍이 양전자(반물질)이다. 즉, 물질이 생성되면 반물질이 동시에 생기게 된다. 이를 쌍생성이라 하고, 이 반대 과정은 쌍소멸이다.

#### 철학적 함의
이는 동양사상이라고 할 수 있는 불교의 가장 기본적인 경이 될 수 있는 반야심경의 ‘색즉시공 공즉시색(色卽時空 空卽時色)’과 네덜란드 화가인 에셔(Escher)의 작품 세계와도 일맥상통한다.

### 알렉산더 빌렌킨의 무(無)에서 생겨난 우주
천체물리학자인 알렉산더 빌렌킨은 1981년 앨런 구스의 인플레이션이론을 기반으로 하여 1982년 우주는 ‘무’에서 탄생했다는 이론을 발표했다. 이는 M이론이나 인플레이션 이론과도 관련이 있다. 불확정성의 원리에 따라 전자와 양전자는 쌍생성 될 수 있다. 즉, 물질과 반물질이 생성되기 전 까지는 ‘진공’상태이다. 이 진공상태는 물질도 반물질도 없기 때문에 고전역학적으로 ‘무’상태이다. 이와 같은 과정으로 알렉산더 빌렌킨은 전자(물질)와 양전자(반물질) 대신 우주와 반우주의 쌍생성이 가능성을 증명하였다. 즉, 우주와 반우주가 쌍생성되기 전의 상태가 허수시간의 영역이며 이 ‘무’의 동안에 불확정성의 원리에 따라 여러 가지 에너지 상태가 가능하며 터널효과가 발생해 우주는 실제로 존재하게 되었고 지수함수 형태의 인플레이션이 일어났다.

## 같이 보기
- 절대 영도
- 빅 바운스
- 우주기원론
- 암흑물질
- 공집합
- 영원한 급팽창 이론
- 전부
- 거짓 진공 붕괴
- 삶의 의미
- 부정 (언어학)
- 허무주의
- 우주의 종말
- 진공
- 바니타스화

## 참조
1. 1 2 3  이영호, 《유와 무 반유(反有)로서의 세계》, 철학과현실사, 2001.
2. ↑  김선희, 《동양철학스케치》, 풀빛, 2009.
3. ↑  한자경, 《불교철학과 현대윤리의 만남》, 예문서원, 2008.
4. ↑  김형효, 《하이데거와 마음의 철학》, 청계, 2001
5. ↑  페터 쿤츠만 외, 《그림으로 읽는 철학사》, 도서출판 예경, 2000